# Valtrovice
Valtrovice är en ort i Tjeckien.   Den ligger i regionen Södra Mähren, i den sydöstra delen av landet, 190 km sydost om huvudstaden Prag. Valtrovice ligger 192 meter över havet och antalet invånare är 382.
Terrängen runt Valtrovice är platt. Runt Valtrovice är det ganska tätbefolkat, med 56 invånare per kvadratkilometer. Närmaste större samhälle är Znojmo, 14,3 km nordväst om Valtrovice. Trakten runt Valtrovice består till största delen av jordbruksmark.